# Aeropuerto Internacional Piloto Civil Norberto Fernández
El Aeropuerto Internacional Piloto Civil Norberto Fernández (ANAC: GAL - IATA: RGL - OACI: SAWG), es un aeropuerto que se encuentra ubicado a unos 8 km hacia el noroeste del centro de Río Gallegos, en la provincia de Santa Cruz. 
Es el aeropuerto más austral de la Argentina continental, y, a su vez, es base para las operaciones aéreas hacia la Antártida. También era escala obligada de los "Jumbos" de Aerolíneas Argentinas, que realizaban el vuelo transpolar desde Buenos Aires hacia Nueva Zelanda y Australia.
En este aeropuerto tiene sede la Sección de Aviación de Ejército 11 de la XI Brigada Mecanizada del Ejército Argentino y la X Brigada Aérea de la Fuerza Aérea Argentina.

## Accesos
Su dirección es Ruta Nacional 3 km 8 (Z9400) y sus coordenadas son latitud 51° 36′ 42.2″ S y longitud 69° 18′ 22.8″ W.

## Infraestructura
El área total del predio es de 1150 ha aproximadamente, de las cuales 270 pertenecen a la concesión. Su categoría OACI es 4E.
- Pistas: 149,750 m²
- Calles de Rodaje: 74,690 m²
- Plataformas: 16,000 m²
- Superficie Total Edificada: 4,472 m²
- Terminal de Pasajeros: 2285 m² (organizado en un único nivel)
- Hangares: 2,187 m²

## Historia
El Aeropuerto Internacional Piloto Civil Norberto Fernández la aviación comercial operaba en la pista que poseía el Destacamento Aeronaval de Río Gallegos y con anterioridad, en el Aeroclub Río Gallegos.
La relación de la ciudad con la aviación comercial es de vieja data ya que era una de las escalas de la Aeroposta Argentina, la línea aérea que volaba con aviones y pilotos franceses, entre los que se encontraba el célebre autor de El Principito: Antoine de Saint-Exupéry.
La pista actual de concreto se inauguró en 1972, con la presencia del entonces Presidente Alejandro Agustín Lanusse y con la llegada del primer Caravelle de Aerolíneas Argentinas a la localidad[cita requerida]. Con 3550 metros, es la pista más extensa de la República Argentina. Dada su ubicación geográfica, fue destacada la importancia que presentó el aeropuerto como base aérea y logística durante el conflicto del Beagle en 1978.

## Incidentes y accidentes
- El 21 de marzo de 2014 a las 18:30, un Embraer 190 que operaba el vuelo 2862 de Austral Líneas Aéreas, tuvo un aterrizaje forzoso debido a un fallo en el tren de aterrizaje con problemas en los frenos en el Aeropuerto Norberto Fernández en Río Gallegos. El avión repleto de pasajeros estaba arribando desde el Aeroparque Jorge Newbery, en Buenos Aires. Esa misma noche arribaron a la ciudad mecánicos de Austral así como también los de la junta de accidentes para corroborar lo sucedido. No hubo heridos, se suspendió el vuelo de las 18:55, de regreso a Aeroparque. Aparentemente, todos los servicios de emergencias se desplegaron.

## Aerolíneas y destinos

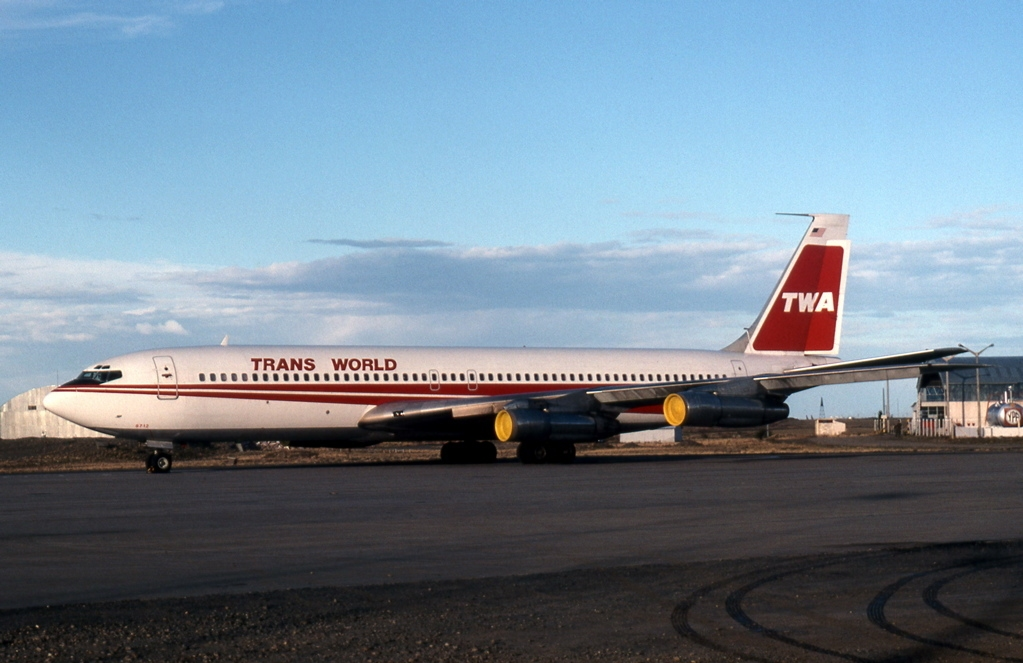
Un Boeing 707 de Trans World Airlines en el aeropuerto.

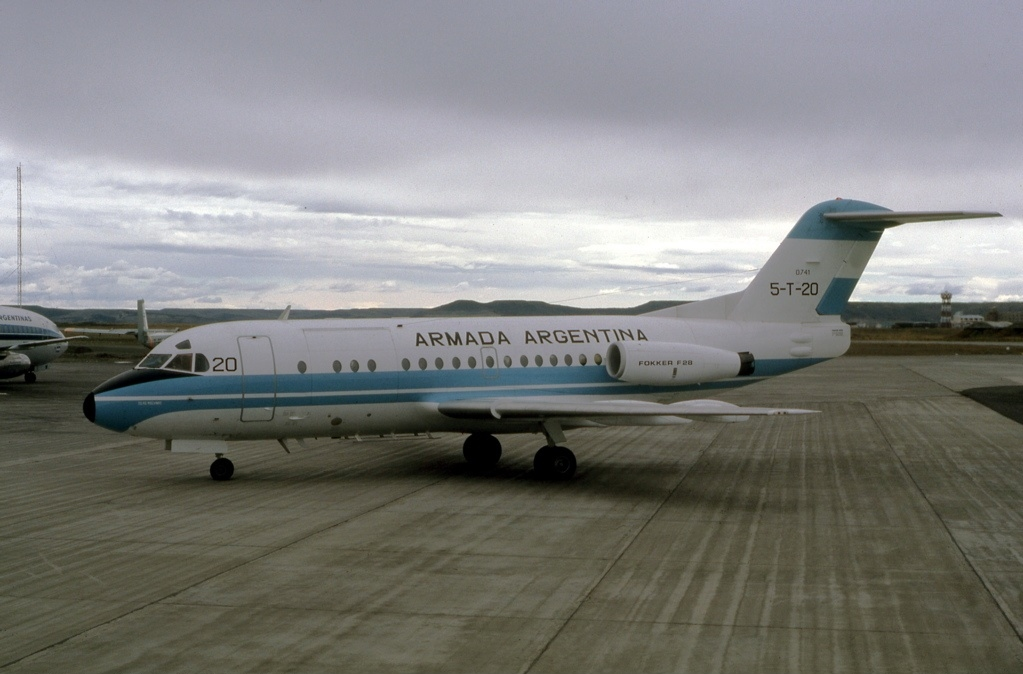
Un Fokker F28-3000C Fellowship de la Armada Argentina en el aeropuerto.

### Vuelos nacionales
| Destinos regulares | Nombre del aeropuerto                            | Aerolíneas                       | Avión                        | Frecuencias semanales |
| Argentina          | Argentina                                        | Argentina                        | Argentina                    | Argentina             |
| ------------------ | ------------------------------------------------ | -------------------------------- | ---------------------------- | --------------------- |
| Buenos Aires       | Aeroparque Jorge Newbery                         | Aerolíneas Argentinas            | B737-700/800, MAX 8, E-190AR | 18                    |
| Buenos Aires       | Aeropuerto Internacional Ministro Pistarini      | Aerolíneas Argentinas / Flybondi | B738 / B738                  | 7                     |
| Comodoro Rivadavia | Aeropuerto Internacional General Enrique Mosconi | LADE                             | DHC-6                        | 2                     |
| El Calafate        | Aeropuerto Internacional de El Calafate          | LADE                             | DHC-6                        | 2                     |
| Puerto Argentino   | Aeropuerto de Monte Agradable                    | LATAM Airlines                   | A320-200                     | 1 mensual             |
| Río Grande         | Aeropuerto Internacional Gob. Ramón Trejo Noel   | LADE                             | DHC-6                        | 2                     |
| Ushuaia            | Aeropuerto Internacional Malvinas Argentinas     | LADE                             | DHC-6                        | 3                     |

### Vuelos internacionales
| Ciudades por países | Nombre del aeropuerto                                       | Aerolíneas               | Aeronave   | Frecuencias semanales |
| Suramérica          | Suramérica                                                  | Suramérica               | Suramérica | Suramérica            |
| ------------------- | ----------------------------------------------------------- | ------------------------ | ---------- | --------------------- |
| Chile               |                                                             |                          |            |                       |
| Santiago de Chile   | Aeropuerto Internacional Arturo Merino Benítez              | LATAM Airlines (Vía PUQ) | A320       | 1                     |
| Punta Arenas        | Aeropuerto Internacional Presidente Carlos Ibáñez del Campo | LATAM Airlines           | A320       | 1                     |

## Estadísticas
| Ranking | Ciudad                    | Pasajeros (2017) | Pasajeros (2018) | Pasajeros (2019) | Variación | Aerolíneas                                                    |
| ------- | ------------------------- | ---------------- | ---------------- | ---------------- | --------- | ------------------------------------------------------------- |
| 1       | Buenos Aires (Aeroparque) | 236.062          | 230.794          | 248.109          | +7,50     | Aerolíneas Argentinas, Austral Líneas Aéreas, LATAM Argentina |
| 2       | Comodoro Rivadavia        | 3.627            | 2.820            | 4.163            | +7,50     | LADE                                                          |
| 3       | Río Grande                | 1.839            | 1.354            | 910              | -33       | LADE                                                          |
| 4       | Ushuaia                   | 470              | N/D              | 790              | +Nuevo    | LADE                                                          |
| 5       | Puerto Argentino          | 1.461            | 897              | 747              | -17       | LATAM Chile                                                   |
| 6       | Punta Arenas, Chile       | 747              | 380              | 553              | +46       | LATAM Chile                                                   |

## Aerolíneas y destinos que cesaron operaciones
- Aerolíneas Argentinas (Comodoro Rivadavia, El Calafate, Trelew, Auckland)
- Dinar Líneas Aéreas (Buenos Aires-Aeroparque)
- LADE (El Calafate, Puerto Deseado, Puerto San Julián, Río Turbio)
- LAPA (Buenos Aires-Aeroparque)
- LATAM Argentina (Buenos Aires-Aeroparque)
- Sol Líneas Aéreas (Ushuaia, Viedma, Bahía Blanca, Buenos Aires-Aeroparque, Comodoro Rivadavia, Mar del Plata, Río Grande y Trelew)
- Transportes Aéreos Neuquén (Neuquén, Bariloche)
- Kaiken Líneas Aéreas (Lago Argentino)